# Ein Sportstück
Ein Sportstück ist ein Theaterstück der österreichischen Schriftstellerin und Literatur-Nobelpreisträgerin Elfriede Jelinek.

## Inhalt
Thema des Stückes ist der Sport, mit all seinen Schattenseiten und negativen Folgeerscheinungen: Gewalt und Massenhysterie. In diesem Stück geht es vor allem um den Sport als eine andere Form von Krieg, um Sport als Massenphänomen und als das „einzig sanktionierte Auftreten von Gewalt“, um Sport als „Metapher für Dinge, unter denen sich Gewalt hereinschleicht“, um die Masse – ganz im Sinn von Elias Canetti (Masse und Macht) – und ihr Verhältnis zur Macht. Der Sport stellt für die Autorin eine moderne Form des Krieges dar, eine Fortsetzung des Kriegs mit anderen Mitteln. 
Hinter den Figuren des Stückes stehen teilweise reale Sportlergestalten z. B. der Bodybuilder Andreas Münzer, der unglaubliche Mengen von Anabolika schluckte und daran verstarb, weil er seinem Idol Arnold Schwarzenegger zu sehr nacheifern wollte; nach manchen Interpreten scheint sich auch Jelinek selbst in der Rolle der „Elfi Elektra“ »verewigt« zu haben.
Bestimmender dramaturgischer Handlungsträger, der das ganze Stück durchzieht, ist der Theaterchor, der, in Anlehnung an den Chor in der klassischen griechischen Tragödie, in seinen skandierenden Textblöcken die Gefahren des Sports und das Verschwinden des Individuums in der Masse beschwört und anklagt. Die Soldaten treten in Jeans und Baseballmützen auf, und die griechischen Chöre mit Adidas, Reebok oder Nike an den Füßen geben dem Publikum die letzten Sportergebnisse bekannt. In der Sportbekleidung feiert die Uniform ihre letzten Triumphe.
Die wenigen Figuren neben den vielen griechischen Chören heißen „Mann“, „Frau“, „Das Opfer“ oder auch als alter ego der Autorin „Elfi Elektra“.
Das Stück hebt an mit einem Klagegesang einer Mutter um ihren im Sport umgekommenen Sohn – er wird zu einem Grundthema, das in unterschiedlicher Konstellation den ganzen Text durchzieht: es geht um das Verhältnis der Mutter zum Sohn, der Tochter zum Vater, beides geprägt durch den Tod. Zugespitzt und überhöht wird dieses tragische Eltern-Kinder-Motiv durch die Monologe der Elfi Elektra. Neben diesem Leitmotiv macht Jelinek die Gewalt auch durch gegnerische schreiende Chorgruppen optisch sichtbar.
Interessant ist die Regieanweisung zu Beginn des Stücks: „Die Autorin gibt nicht viele Anweisungen, das hat sie inzwischen gelernt. Machen Sie was sie wollen.“ Diese Anweisung ist eine direkte Antwort an den Regisseur Castorf, der in Hamburg „Raststätte oder Sie machen‘s alle“ inszenierte. Er sorgte in dieser Produktion für einen Skandal, indem er eine übergroße Sexpuppe mit Jelineks Gesicht auf die Bühne stellte. Die Puppe sprach nur wirre Worte und konnte nicht gestoppt werden. Jedoch folgen auf obige knappe Regieanweisung dennoch zwei Seiten Anweisungen.

## Uraufführung
Die Premiere fand am 23. Januar 1998 am Wiener Burgtheater unter der Regie des deutschen Regie-Exzentrikers Einar Schleef statt. Elfriede Jelinek hatte sich ausdrücklich Schleef als Regisseur gewünscht, weil dieser durch seine seit Jahren entwickelte spezielle Form des chorischen Theaters als „Herr der Chöre“ galt und ihr für die vielen Chorpassagen als der geeignetste erschien. 
Es war eine Monsterproduktion mit weit über 100 Darstellern, darunter ein 80-stimmiger Sprechchor und ein kleines Orchester. Einar Schleef reizte mit seiner Inszenierung wieder einmal den gesamten Apparat eines Theaterhauses vollständig aus. 
Legendär wurde auch sein Kniefall vor Claus Peymann bei der Premiere auf offener Bühne – Schleef wollte damit die Ausdehnung der Spieldauer bis nach 23 Uhr erzwingen, was ihm für die Premiere auch gelang: gegen 23 Uhr, als das Stück noch immer nicht zu Ende schien, trat Schleef an die Bühnenrampe, kniete sich vor dem in einer Loge zuschauenden Burgtheaterdirektor Peymann nieder und bat ihn – zum allgemeinen Gelächter des Publikums – mit flehender Stimme, doch noch bis nach 23 Uhr weiterspielen zu dürfen (am Burgtheater müssen laut kollektivvertraglicher Regelung alle Vorstellungen bis spätestens 23 Uhr zu Ende sein, sonst kostet das teure Überstunden). Der sichtlich peinlich berührte Peymann gewährte dies und versprach sogar, die Überstunden aus seiner eigenen Privattasche zu bezahlen.
Ilona Jelinek, Elfriedes Mutter, wohnte der bis 1 Uhr dauernden Premiere trotz ihrer 93 Jahre bis zum Schluss bei.
1998 erhielt Einar Schleef für seine Regie die Kainz-Medaille der Stadt Wien.
Die Produktion galt als eine der Höhepunkte der Ära Claus Peymann und als krönender Abschluss seiner Intendanz.

### Besetzung der Uraufführung
Regie: Einar Schleef
Regieassistenz: Susan Todd
Dramaturgie: Rita Thiele
Kostümberatung (Leiterin der Kostümwerkstätten des Burgtheaters): Annette Beaufays
Hauptdarsteller: Elisabeth Augustin, Martin Brambach, Heinz Frölich, Rudolf Melichar, Franz Morak, Hubertus Petroll, Dierk Prawdzik, Elisabeth Rath, Einar Schleef, Hermann Schmid, Julia von Sell, Bibiana Zeller
Chor: Matthias Bade, Herbert Bamberger, Constanze Baruschke, Thomas Bäumel, Shani Ben-Canar, Krista Birkner, Paulo Bitencourt, Andreas Bittl, Vera Blaha, Andreas Büchele, Claudia Bühlmann, Werner Chalubinski, Thomas Clemens, Roberta Cortese, Claudia Durstberger, Christian Ebner, Ulrich Eh, Hartmut Ehler, Florian Emmerich, Susanna Ensthaler, Jörg Espenkott, Eva Fichte, Heinz Filar, Franz Frickel, Isolde Friedel, Krum Galabov, Anton Gisler, Kai-Peter Gläser, Susanne Göhr, Ralf Grawe, Markus Haase, Margit Hadrawa, Gerhard Hänfling, Christine Hartenthaler, Siegfried Hasler, Brigitte Haupt, Thorsten Heidel, Swantje Henke, Zoe Herman, Gertraud Hierner, Andreas Hirsch, Aina Holtz, Konrad Huber, Waltraut Kamilarov, Karin Kofler, Martin Kollin, Gabriele Konwalinka, Andrea Kranner, Thomas Künne, Tobias Kupka, Florian Kromer, Sebastian Kutsche, Walter Lenertz, Christian Lessiak, Dario Lindes, Markus von Lingen, Michel Lys, Ernst Meissl, Isabelle Eva Molnar, Hans-Ulrich Müller-Schwefe, Harald Nagl, Stefan Ortis, Christine Panuska, Gottfried Pesau, Johannes Pichelmayer, Beate M. Pomberger, Herbert Prasch, Axel Praun, Dierk Prawdzik, Inge Prosel, Sigrid Puxbaum, Sabine Reich, Hubertus Reim, Gerhard Ringhofer, Claudia Rohnefeld, Friedrich Rossipaul, Anneke Sarnau, Johannes Sawerthal, Inge Schlögelhofer, Claudia Schöll, Regina Schweighofer, Susanne Silverio, Brigitte Soraperra, Dolly Spoerhase, Brigitte Staar, Regina Stötzel, Robert Stuc, Irene Sturdik, Christoph Theußl, Rita Thiele, Martin Thoma, Susan Todd, Claudia Vallant, Vladimir Vassilev, Agata Vincze, Raimund Wallisch, Georg Wagner, Benno Wand, Silvia Weixelbaum, Marcus Widmann, Walter Wilke, Martin Woldan, Dagmar Zach, Herbert Zehetner, Helen Zellweger

## Zitate aus dem Stücktext
„Der Sinn des Sports ist, daß es den Menschen nichts mehr ausmacht, sterben zu müssen, weil sie ja ohnehin für den raschen Verzehr erzeugt scheinen.“
„Sportler sind wie Soldaten, ein jeder legt sein Bestes ins Trikot. Olympia wiederum ist dazu da, sie zu lehren, ein Glied in einer Maschinerie zu sein.“ 
„Wie wollen Sie einem jungen Mann klarmachen, daß er in den Krieg ziehen soll, wenn er vorher keinen Sport getrieben hat.“

## Kritiken
- Irene Bazinger: Höher – Schneller – Jelinek. Einar Schleef macht Weltrekord-Theater. In: Jungle World, 27. Mai 1998. (online) (Memento vom 28. Juni 2008 im Internet Archive)
- Reinhard Wengierek: Meine Worte sind deine Hiebe. In: Die Welt, 26. Januar 1998. (online)